# Коммерциализм
Коммерциализм — использование процессов производства и потребления в личных целях, а также смежных практик, методов, целей и способов распределения продукции на свободном рынке для коммерческой выгоды. Коммерциализм также может отождествлять собой корпоративное господство в рамках капиталистической системы. Коммерциализм зачастую тесно связан с корпоративным миром и рекламой и часто использует достижения в области передовых технологий.
Термин также может использоваться в негативном ключе для обозначения процесса эксплуатирования объектов, людей или окружающую среду с целью личной денежной выгоды. Таким образом, соответствующий термин «коммерциализированный» может нести в себе негативную коннотацию, подразумевая, что кто-то или что-то было использовано/разграблено в коммерческих или денежных интересах.